# Intercity (Italie)
Intercity (plus rarement Intercity Sun ou Intercity Giorno et abrégé « IC ») désigne, en Italie, une catégorie de trains grandes lignes reliant les villes importantes du pays en ne circulant pas sur les lignes à grande vitesse et pouvant atteindre une vitesse maximale de 200 km/h. Ces trains assurent avec un nombre réduit d'arrêts dans les gares intermédiaires et imposent de réserver préalablement sa place à bord.
Les services Intercity font partie d'un contrat de service stipulé entre Trenitalia et le ministère italien des infrastructures et des transports : le ministère subventionne en ces trains afin d'assurer l'activité de ces relations ferroviaires qui ne pourraient s'autofinancer par les seules recettes de la vente des titres de transport tout en garantissant un service universel de transport longue distance en Italie à des prix contrôlés.

## Sous-catégories

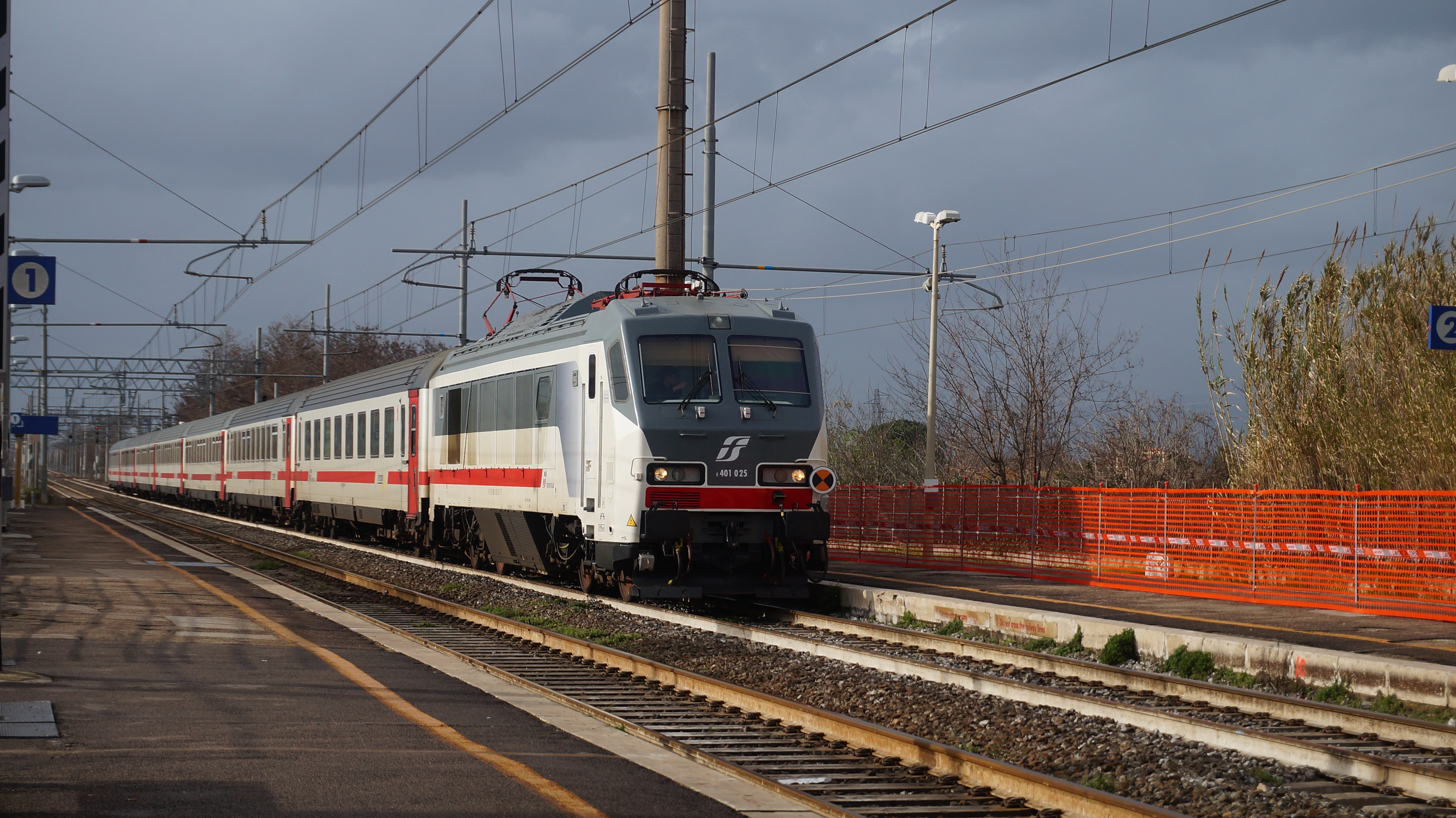
Train Intercity de jour reliant Rome à Reggio de Calabre avant son entrée en gare de Latina.

### Intercity
En Italie, la catégorie de train Intercity est la plus basse catégorie de trains grandes lignes à réservation, entre les trains Regionale Veloce et Frecciabianca. 88 liaisons sont effectuées par ce service en semaine, et six supplémentaires le week-end. Ces trains présentent deux niveaux de service : une deuxième classe et une première classe offrant une assise plus spacieuse.

### Intercity Notte
La catégorie Intercity Notte (couramment abrégée « ICN ») désigne des trains de nuit italiens Intercity longue distance équipés de voitures voyageurs classiques, de couchettes et de voitures-lits. 

### InterCity Plus
De 2005 à 2009, la catégorie InterCity Plus (abrégée ICplus) désignait des trains Intercity italiens composés de voitures voyageurs modernisées et à réservation obligatoire à partir de 2008. Depuis 2009, toutes les voitures voyageurs Intercity ayant été modernisées, la dénomination ICplus n'est plus utilisée étant donné qu'elle n'a plus de sens.

## Dessertes

### Dessertes Intercity
En 2021, 88 trains circulent quotidiennement en semaine sur le réseau Intercity italien. Ils assurent avant tout des dessertes sur les principales lignes ferroviaires italiennes en suivant un horaire cadencé :
- Milan - Gênes - La Spezia (- Livourne - Grosseto)
- Milan - Gênes - Vintimille
- Turin - Gênes - Salerne
- Vintimille - Rome
- Rome - Reggio de Calabre / Sicile
- Rome - Potenza - Tarente
- Rome - Salerne - Tarente
- Milan - Bologne - Faenza - Ancône - Lecce / Tarente
- Bologne - Bari / Lecce
- Trieste - Venise - Padoue - Bologne - Rimini - Rome
- Trieste - Venise - Padoue - Bologne - Florence - Rome

Il existe également des dessertes non cadencées, effectuées par quelques paires de trains quotidiens :
- Milan - Terni
- Milan - Turin
- Rome - Pérouse / Ancône
- Rome - Florence
- Milan - Naples / Reggio Calabre
- Rome - Bari - Tarente / Lecce
- Reggio de Calabre - Tarente

### Dessertes Intercity Notte
Une petite dizaine de lignes est desservie quotidiennement par des trains de nuit Intercity Notte :
- Turin - Asti - Gênes - La Spezia - Pise - Rome - Naples - Salerne
- Milan - Gênes - La Spezia - Pise - Livourne - Salerne - Villa San Giovanni - Syracuse / Palerme (détourné en 2021 sur le tronçon Milan - Gênes - Pise - Rome, au lieu de Milan - Bologne - Florence - Rome, en raison de travaux sur le tunnel de l'Apennin sur la ligne Bologne - Florence)
- Turin - Milan - Gênes - La Spezia - Pise - Rome - Naples - Salerne - Reggio de Calabre (via Milan / Florence / Rome) (détourné en 2021 sur le tronçon Milan - Gênes - Pise - Rome, au lieu de Milan - Bologne - Florence - Rome, en raison de travaux sur le tunnel de l'Apennin sur la ligne Bologne - Florence)
- Milan - Bologne - Rimini - Ancône - Bari - Brindisi - Lecce / Tarente (ou Bari - Tarente via Gioia del Colle)
- Turin - Bologne - Rimini - Ancône - Bari - Brindisi - Lecce
- Rome - Villa San Giovanni - Syracuse / Palerme
- Bolzano - Vérone - Rome
- Trieste - Trévise - Vérone - Bologne - Rome
- Rome - Bari - Lecce

Presque tous les trains des catégories InterCity et InterCity Plus avaient un nom jusqu'en 2009. Ces noms faisaient régulièrement référence à des lieux qu'ils traversaient. Par exemple l'ICplus 717 qui reliait Bolzano à Lecce était appelé Adige. D'autres étaient nommés en référence à des personnalités comme par exemple l'ICplus 564 reliant Pescara à Milan qui était appelé Leopardi.
Filiale de Ferrovie dello Stato Italiane lance en 2024 FS Treni Turistici Italiani un train de nuit estival, l'Espresso Rivera qui relie une fois par semaine en juillet et août Rome à Nice (en 2024), puis Rome à Marseille (à partir de 2025),.

## Matériel roulant

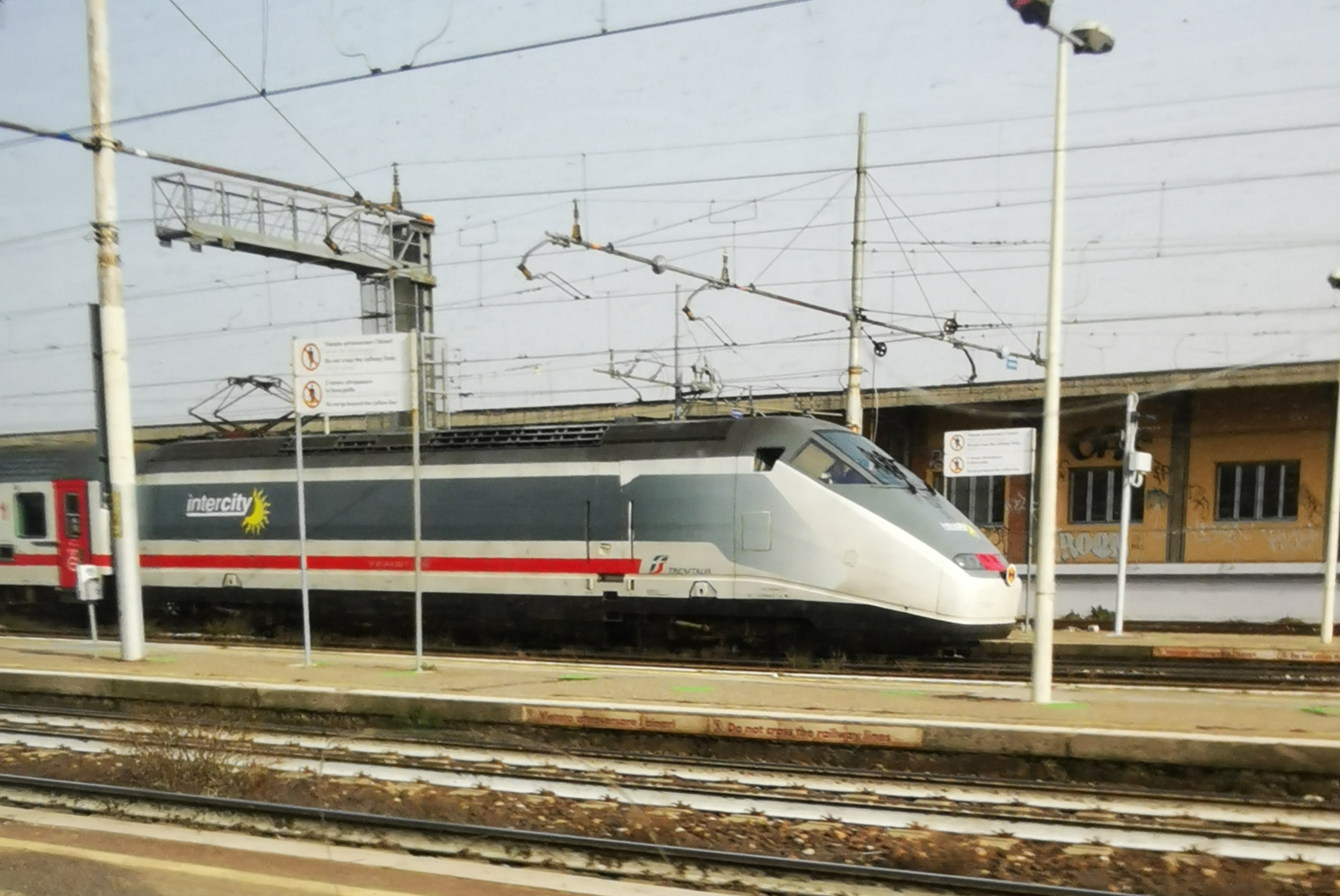
Locomotive FS E.414 arborant la livrée Intercity.

Une opération de renouvellement des livrées des trains Intercity et Intercity Notte a débuté en 2017 avec la mise en place de deux livrées dédiées.
Depuis 2018, des compositions utilisant des voitures UIC-Z1, auparavant réservées aux services Frecciabianca, ont été déployées sur les services Intercity en raison du remplacement progressif des trains Frecciabianca par des Frecciargento. Une fois la transition terminée, les services Intercity offriront le même confort que les Frecciabianca, la voiture-restaurant en moins.